# Установка високотемпературного піролізу у Фіспі
Установка високотемпературного піролізу у Фіспі – складова розташованого у швейцарському кантоні Вале виробничого майданчика компанії Lonza. 
Установка відноситься до мало поширеного типу виробництв, які здійснюють піроліз вуглеводнів при високій (1200-2500 градусів Цельсія) температурі. Вибір такої технології пояснюється потребами майданчику в значній кількості ацетилену, який є одним з двох головних продуктів цього типу піролізу. Взагалі, з 1915-го ацетилен у Фіспі отримували із карбіду кальцію, проте в 1964-му перейшли на більш сучасну піролізну технологію, котра передбачає використання бутану (60%), пропану (30%) та газового бензину (10%). Сировина зазвичай постачається зі швейцарського НПЗ Cressier. 
Піроліз вуглеводнів дозволяє продукувати 32 тисячі тонн етилену та 14 тисяч тонн ацетилену (а також 8 тисяч тонн водню). В подальшому більша частина етилену споживається в межах виробництва ніацину (вітаміну В3), тоді як ацетилен в основному необхідний для продукування вітамінів А та Е.